# Hans Bunge (Dramaturg)

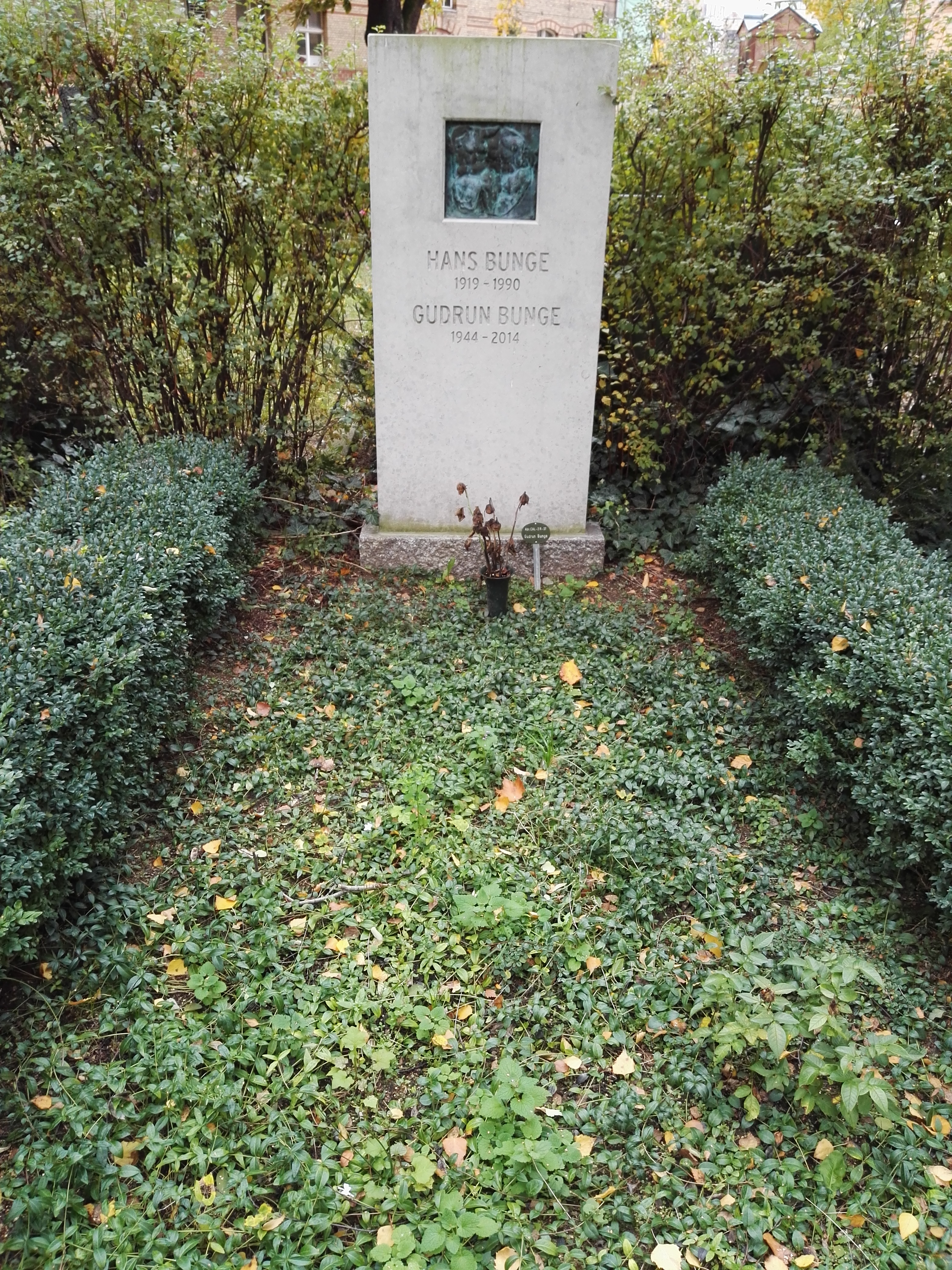
Grab von Hans Bunge auf dem Dorotheenstädtischen Friedhof in Berlin.

Hans-Joachim Bunge (* 3. Dezember 1919 in Arnsdorf; † 27. Mai 1990 in Berlin) war ein deutscher Dramaturg, Regisseur und Autor. Bekannt wurde Bunge durch seine Gespräche mit Hanns Eisler über Brecht.

## Leben
Hans Bunge trat zum 1. September 1938 der NSDAP bei (Mitgliedsnummer 6.957.141), war 1939 bis 1943 beim Reichsarbeitsdienst bzw. der Wehrmacht und bis 1949 in sowjetischer Kriegsgefangenschaft.
Nach seiner Rückkehr nach Deutschland studierte er nach dem Abitur in Dresden von 1950 bis 1953 Germanistik, Kunstwissenschaften und Theatergeschichte in Greifswald und war Schüler von Bruno Markwardt. Die Promotion schrieb er über Brecht. Durch Vermittlung Ruth Berlaus wurde er 1953 Regie- und Dramaturgieassistent am Berliner Ensemble. 1956 (nach Brechts Tod) bis 1962 baute er das Bertolt-Brecht-Archiv auf, leitete es und bereitete eine historisch-kritische Ausgabe der Schriften Bertolt Brechts vor (die Arbeiten wurden eingestellt); außerdem führte er viel beachtete Interviews mit Mitarbeitern und Schülern von Bertolt Brecht, über den er 1957 promovierte.
Nach persönlichen Differenzen mit Helene Weigel wechselte Bunge 1962 zur Deutschen Akademie der Künste (DAK), wo er zunächst die historisch-kritische Ausgabe der Werke Brechts betreute und später Sonderhefte der Literaturzeitschrift „Sinn und Form“ u. a. zu Hanns Eisler, Thomas Mann und Willi Bredel herausgab. Auch führte er Gastvorlesungen über Brecht im In- und Ausland durch. 1965 wurde der politisch unbequeme Bunge, der mit Wolf Biermann, Heiner Müller und Robert Havemann befreundet war, anlässlich des 11. Plenums des Zentralkomitees der SED von der DAK fristlos entlassen.
Von 1966 bis 1968 freiberufliche Tätigkeit (Rundfunksendungen, Literaturkritik). Von 1968 bis 1970 arbeitete Bunge als Regisseur und Dramaturg am Volkstheater Rostock, 1970 bis 1978 am Deutschen Theater Berlin. Danach lebte er als freier Schriftsteller in Berlin. 1976 gehörte er zu den Unterzeichnern des Protestbriefes gegen die Ausbürgerung Wolf Biermanns.
Für den Brecht-Abend mit Wolf Kaiser und Angelica Domröse schrieb Bunge die verbindenden Texte.

## Theater (Regie)
- 1968: Bertolt Brecht: Flüchtlingsgespräche (Volkstheater Rostock – Theater für Prozesse)
- 1970: Claus Hammel: Le Faiseur oder Warten auf Godeau – Mit Heinz-Uwe Haus und Hans-Georg Simmgen (Deutsches Theater Berlin)
- 1975: Juhan Smuul: Das Gänseinselbegräbnis und die Hoheitsgewässer von Muhu (Deutsches Theater Berlin – Kleine Komödie)
- 1978: Peter Hacks: Ein Gespräch im Hause Stein über den abwesenden Herrn von Goethe (Theater Stralsund)

## Schriften
- Werner Hecht, Hans-Joachim Bunge, Käthe Rülicke-Weiler: Bertolt Brecht. Leben und Werk, Berlin 1963
- Fragen Sie mehr über Brecht. Hanns Eisler im Gespräch, Nachwort von Stephan Hermlin, München 1970
- Brechts Lai-tu. Erinnerungen und Notate von Ruth Berlau, Darmstadt und Neuwied 1985
- Die Debatte um Hanns Eislers „Johann Faustus“ (Hrsg.), Berlin 1991